# Борис Бечев
Борис Стефанов Бечев е български земеделец.

## Биография
Роден е на 31 януари 1917 г. в село Карабунар, област Пазарджик. Баща му е убит през Първата световна война и остава сирак. Учи във Френския колеж „Свети Августин“ в Пловдив, а след това завършва Школата за запасни офицери. През 1945 – 1946 г. е въдворен в трудовоизправително селище Богданов дол. Заедно с Недялко Ил. Немски и Александър Козарев ръководят организацията „Съюз на свободните воини“, която действа против съществуващия режим. Той е организатор за Пазарджишка околия. Арестуван и изпратен в затвора в Пловдив в периода 27 ноември 1950 – 27 февруари 1951 г. Признат е за виновен и е осъден на смърт. На 28 февруари 1951 г. е обесен в затвора в Пловдив.